# Har Charan Singh Dhody
Har Charan Singh Dhody es un diplomático, indio retirado.
- Es hijo de Mohinder Kaur y Raghbir Singh.
- De marzo de 1971 a agosto de 1971 fue secretario adjunto en el Ministerio de Asuntos Exteriores (India).
- De agosto de 1971 a 1974 fue secretario de embajada en Kabul.
- De 1974 a 1978 fue secretario de Alta Comisión en Hong Kong.
- De 1978 a 1981 fue secretario adjunto del Ministerio de Asuntos Exteriores (India).
- De 1981 a 1984 fue embajador en Abiyán (Costa de Marfil) con coacredición en Niamey (Niger).
- De 1985 a 1988 fue secretario de enlace en Ministerio de Asuntos Exteriores (India).
- De 1988 a 1991 embajador en Atenas.
- De 1991 a 1994 fue Alto Comisionado en Lusaka.
- De 1995 a abril de 1998 fue embajador en Dublín (Irlanda).
- De abril de 1998 a 2000 fue embajador en Amán (Jordania).[1]